# Constitution islandaise de 1920
Pour une présentation générale des différentes constitutions islandaises, voir Constitution de l'Islande.
Constitution de la république d'Islande
La Constitution du royaume d'Islande (en islandais Stjórnarskrá konungsríkisins Íslands) est la Constitution adoptée par le royaume d'Islande le 18 mai 1920 dans le cadre de l'Union avec le Danemark mise en place en 1918.

## Histoire
L'Islande, bénéficiant d'un statut d'autonomie au sein de la monarchie danoise depuis 1874, devient un État indépendant et souverain le 1er décembre 1918, le royaume d'Islande, dans le cadre d'une union personnelle avec le Danemark. À la suite de cet évènement, les Islandais adoptent une nouvelle constitution le 18 mai 1920.
La Constitution du 18 mai 1920 est abrogée lors de l'entrée en vigueur de la Constitution du 17 juin 1944 par l'article 80 de cette dernière.

## Contenu
La version originale de 1920 est composée de 77 articles répartis en 6 sections, auxquels s'ajoutent un paragraphe de dispositions transitoires.